# Fahéjszárnyú lebenyesmadár
A fahéjszárnyú lebenyesmadár (Anthochaera chrysoptera) a madarak osztályának verébalakúak (Passeriformes) rendjébe, ezen belül a mézevőfélék (Meliphagidae) családjába tartozó faj.

## Rendszerezése
A fajt John Latham angol ornitológus írta le 1801-ben, a Merops nembe Merops chrysopterus néven.

## Alfajai
- Anthochaera chrysoptera chrysoptera (Latham, 1802) - Ausztrália keleti és délkeleti része
- Anthochaera chrysoptera halmaturina (Mathews, 1912) - Kenguru-sziget
- Anthochaera chrysoptera tasmanica (Mathews, 1912) - Tasmania[2]

## Előfordulása
Ausztrália délkeleti részén honos. Természetes élőhelyei a szubtrópusi és trópusi száraz erdők, mérsékelt övi erdők és cserjések, valamint ültetvények, vidéki kertek és városi régiók.

## Megjelenése
Testhossza 35 centiméter, testtömege 44-85 gramm.
|  |

## Életmódja
Főleg nektárral táplálkozik, de virágokat, bogyókat, magvakat és rovarokat is fogyaszt.

## Szaporodása
A költési időszak általában augusztustól decemberig tart, de az év más időszakában is előfordulhat. Fészekalja 1-3 tojásból áll. Költési idő 13 nap.

## Természetvédelmi helyzete
Az elterjedési területe rendkívül nagy, egyedszáma pedig ismeretlen. A Természetvédelmi Világszövetség Vörös listáján nem fenyegetett fajként szerepel.

## További információ
- Képek az interneten a fajról
- Xeno-canto.org - a faj hangja és elterjedési térképe